# Nuoto ai XVI Giochi paralimpici estivi - Uomini 200 metri stile libero
Le gare di nuoto 200 metri stile libero uomini ai XVI Giochi paralimpici estivi si sono svolte tra il 25 agosto e il 3 settembre 2021 presso il Tokyo Aquatics Centre. 

## Programma
Sono stati disputati 5 eventi, articolati in una serie di batterie di qualificazione in mattinata; la finale è stata disputata nel pomeriggio/sera del medesimo giorno.
| Evento | Data   | Data   | Data   | Data   | Data   | Data   | Data   | Data   | Data   | Data   | Data   | Data   | Data   | Data   | Data  | Data  | Data  | Data  | Data  | Data  |
| Evento | Mer 25 | Mer 25 | Gio 26 | Gio 26 | Ven 27 | Ven 27 | Sab 28 | Sab 28 | Dom 29 | Dom 29 | Lun 30 | Lun 30 | Mar 31 | Mar 31 | Mer 1 | Mer 1 | Gio 2 | Gio 2 | Ven 3 | Ven 3 |
| Evento | M      | P      | M      | P      | M      | P      | M      | P      | M      | P      | M      | P      | M      | P      | M     | P     | M     | P     | M     | P     |
| ------ | ------ | ------ | ------ | ------ | ------ | ------ | ------ | ------ | ------ | ------ | ------ | ------ | ------ | ------ | ----- | ----- | ----- | ----- | ----- | ----- |
| S2     |        |        |        |        |        |        |        |        | B      | F      |        |        |        |        |       |       |       |       |       |       |
| S3     |        |        |        |        |        |        |        |        |        |        |        |        |        |        |       |       |       |       | B     | F     |
| S4     |        |        |        |        |        |        |        |        |        |        | B      | F      |        |        |       |       |       |       |       |       |
| S5     | B      | F      |        |        |        |        |        |        |        |        |        |        |        |        |       |       |       |       |       |       |
| S14    |        |        |        |        | B      | F      |        |        |        |        |        |        |        |        |       |       |       |       |       |       |

| M | mattina | P | Pomeriggio/sera |

| B | Batterie di qualificazione | F | Finale per medaglia d'oro |

## Risultati
Tutti i tempi sono espressi in secondi.

### S2
| Pos. | Atleta                   | Nazione | Tempo   | Note                |
| ---- | ------------------------ | ------- | ------- | ------------------- |
|      | Gabriel Araújo           | Brasile | 4:06,52 | Record panamericano |
|      | Alberto Abarza           | Cile    | 4:14,17 |                     |
|      | Vladimir Danilenko       | RPC     | 4:15,95 |                     |
| 4    | Bruno Becker da Silva    | Brasile | 4:22,63 |                     |
| 5    | Kamil Otowski            | Polonia | 4:37,06 |                     |
| 6    | Roman Bondarenko         | Ucraina | 4:38,40 |                     |
| 7    | Aristeidis Makrodimitris | Grecia  | 4:44,53 |                     |
| 8    | Cristopher Tronco        | Messico | 5:08,34 |                     |

### S3
| Pos. | Atleta                        | Nazione  | Tempo   | Note |
| ---- | ----------------------------- | -------- | ------- | ---- |
|      | Denys Ostapchenko             | Ucraina  | 3:21,62 |      |
|      | Diego Lopez Diaz              | Messico  | 3:23,57 |      |
|      | Jesus Hernandez Hernandez     | Messico  | 3:23,93 |      |
| 4    | Zou Liankang                  | Cina     | 3:24,29 |      |
| 5    | Vincenzo Boni                 | Italia   | 3:32,40 |      |
| 6    | Josia Tim Alexander Topf      | Germania | 3:49,44 |      |
| 7    | Miguel Angel Martinez Tajuelo | Spagna   | 3:53,44 |      |
| 8    | Serhii Palamarchuk            | Ucraina  | 3:53,51 |      |

### S4
| Pos. | Atleta                         | Nazione       | Tempo   | Note               |
| ---- | ------------------------------ | ------------- | ------- | ------------------ |
|      | Ami Omer Dadaon                | Israele       | 2:44,84 | Record paralimpico |
|      | Takayuki Suzuki                | Giappone      | 2:55,15 |                    |
|      | Roman Zhdanov                  | RPC           | 2:58,48 |                    |
| 4    | Luigi Beggiato                 | Italia        | 3:00,85 |                    |
| 5    | Angel de Jesus Camacho Ramirez | Messico       | 3:01,50 |                    |
| 6    | Gustavo Sanchez Martinez       | Messico       | 3:09,78 |                    |
| 7    | Jo Giseong                     | Corea del Sud | 3:13,81 |                    |
| 8    | David Smetanine                | Francia       | 3:14,81 |                    |

### S5
| Pos. | Atleta                     | Nazione | Tempo   | Note               |
| ---- | -------------------------- | ------- | ------- | ------------------ |
|      | Francesco Bocciardo        | Italia  | 2:26,76 | Record paralimpico |
|      | Antoni Ponce Bertran       | Spagna  | 2:35,20 |                    |
|      | Daniel de Faria Dias       | Brasile | 2:38,61 |                    |
| 4    | Luis Huerta Poza           | Spagna  | 2:44,71 |                    |
| 5    | Koral Berkin Kutlu         | Turchia | 2:46,62 |                    |
| 6    | Artur Kubasov              | ROC     | 2:49,67 |                    |
| 7    | Dmitrii Cherniaev          | ROC     | 2:51,91 |                    |
| 8    | Sebastián Rodríguez Veloso | Spagna  | 2:52,12 |                    |

### S14
| Pos. | Atleta                 | Nazione       | Tempo   | Note                |
| ---- | ---------------------- | ------------- | ------- | ------------------- |
|      | Reece Dunn             | Gran Bretagna | 1:52,40 | Record mondiale     |
|      | Gabriel Bandeira       | Brasile       | 1:52,74 | Record panamericano |
|      | Viacheslav Emeliantsev | RPC           | 1:55,58 |                     |
| 4    | Liam Schluter          | Australia     | 1:55,67 |                     |
| 5    | Jordan Catchpole       | Gran Bretagna | 1:56,33 |                     |
| 6    | Nicholas Bennett       | Canada        | 1:56,52 |                     |
| 7    | Ricky Betar            | Australia     | 1:56,70 |                     |
| 8    | Mikhail Kuliabin       | RPC           | 1:56,74 |                     |